# NIKKI
『NIKKI』（ニッキ）は、2005年11月23日に発売された、日本のロックバンド・くるりの6枚目のオリジナルアルバム。

## 概要
- クリストファー・マグワイアが脱退し、岸田繁、佐藤征史、大村達身の3人体制になった後の初アルバムである。
- 前作の雰囲気を引き継ぎつつ、ボーカル岸田繁の敬愛するビートルズやザ・フー、キンクスなどの1960年代のUKロックをベースとしたアルバムである。
- 先行シングル曲として「Birthday」「Superstar」「赤い電車」「Baby I Love You」がリリースされている。
- 1曲目に収録されている「Bus To Finsbury」のAメロは他のアルバムに入っている曲に似ているとも語った。
- 岸田は「デビュー当時の自分ならこのアルバムを嫌う」なる意の発言をしていた。
- オリコンの調査によると、このアルバムのリリース後、40代男性のくるりに対する興味・関心度が大きく伸びている。
- くるりのオリジナルアルバムとしては初めて、岸田がすべての作詞作曲を手がけている。

## 収録曲
| 全作詞・作曲: 岸田繁。 |                                |        |            |      |
| #                      | タイトル                       | 作詞   | 作曲・編曲 | 時間 |
| 1.                     | 「Bus To Finsbury」            | 岸田繁 | 岸田繁     | 3:43 |
| 2.                     | 「Baby I Love You」            | 岸田繁 | 岸田繁     | 4:00 |
| 3.                     | 「Superstar (Album Edit)」     | 岸田繁 | 岸田繁     | 5:00 |
| 4.                     | 「雨上がり」                   | 岸田繁 | 岸田繁     | 2:54 |
| 5.                     | 「Tonight Is The Night」       | 岸田繁 | 岸田繁     | 4:30 |
| 6.                     | 「Birthday」                   | 岸田繁 | 岸田繁     | 4:28 |
| 7.                     | 「お祭りわっしょい」           | 岸田繁 | 岸田繁     | 2:52 |
| 8.                     | 「冬の亡霊」                   | 岸田繁 | 岸田繁     | 2:30 |
| 9.                     | 「赤い電車」                   | 岸田繁 | 岸田繁     | 4:17 |
| 10.                    | 「Long Tall Sally」            | 岸田繁 | 岸田繁     | 4:02 |
| 11.                    | 「虹色の天使」                 | 岸田繁 | 岸田繁     | 2:20 |
| 12.                    | 「Ring Ring Ring!」            | 岸田繁 | 岸田繁     | 2:36 |
| 13.                    | 「(It's Only)R'n R Workshop!」 | 岸田繁 | 岸田繁     | 3:38 |
| 合計時間:              | 合計時間:                      | 46:50  |            |      |

### 曲解説
1. Bus To Finsbury
2. Baby I Love You
17thシングル。
3. Superstar (Album Edit)
シングルバージョンと比べてイントロがやや短くなっている。
4. 雨上がり
当初はシングルになる予定だったとのこと。
5. Tonight Is The Night
メンバー曰く思い入れの強い曲。矢野顕子がピアノでゲスト参加。
6. Birthday
14thシングル。
7. お祭りわっしょい
8. 冬の亡霊
9. 赤い電車
16thシングル。
10. Long Tall Sally
11. 虹色の天使
12. Ring Ring Ring!
13. (It's Only)R'n R Workshop!
ダンエレクトロやグレッチなど、ギターに関する名前が多く登場する。

## 演奏
- 岸田繁
  - Vocals
  - Electric Guitar (#1.2.3.5.6.8.10.11.12.13)
  - Acoustic Guitar (#2.4.5.6.8.9.10)
  - Tambourine (#1)
  - Piano (#2)
  - Bouzouki (#4.6)
  - Baritone Guitar (#7)
  - Banjo (#8.10)
  - Programming, Additional Percussions (#9)
  - Blues Harp, Hand Clap (#12)
  - Tambourine (#13)
- 佐藤征史
  - Bass
  - Background Vocal (#2.11.13)
  - Vocals (#5)
  - Pro Tools Edit (#10)
  - Hand Clap (#12)
  - Castanet (#13)
- 大村達身
  - Electric Guitar
  - Acoustic Guitar (#4)
  - Hand Clap (#12)
  - Background Vocal (#13)
- 堀江博久
  - Organ (#1.3.6.8.11)
  - Piano, Melodion, Accordion (#6)
  - Rhodes (#13)
- Cliff Almond
  - Drums (#1.3.5.8.10.11.13)
  - Tambourine (#3)
- 川本真太郎
  - Tambourine (#1.4.7.8)
  - Shaker (#2.3.13)
  - Cowbell (#7.12)
  - Additional Percussions (#9)
  - Additional Drums (#10)
  - Drums (#12)
  - Background Vocal (#13)
- 沼澤尚：Drums (#2.4.7)
- Fabienne Delsol：Background Vocal (#2)
- 矢野顕子：Organ (#5)
- 臺太郎：Drums, Percussions (#6)
- イノトモ：Additional Vocal (#6)
- Bruce Molsky：Fiddle (#8)